# Парадокс хедонизма
Парадокс хедонизма / хедонистички парадокс, такође познат и као парадокс задовољства, односи се на практичне потешкоће с којима се сусреће при тежњи и потрази за задовољством. Нажалост (за хедонисте), константно тражење задовољства можда не води стварној манифестацији задовољства или среће на дуже стазе — или чак на краће, када се свесна потрага за задовољством сукобљава са доживљавањем истога. Ово не важи једино ако се претпостави да је задовољство безгранично, тако да се може увек повећавати односно осећати веће у односу на претходно, све више и више (с тим да је чињенично стање да човеков ум варира у умереном интервалу [релативна] несрећа — нормално стање — срећа).
Према овој теорији, што особа зарађује више новца, очекивања и жеља упоредо расту, што не резултира повећањем осећања среће. Филип Брик и Доналд Т. Кембел су у свом есеју Hedonic Relativism and Planning the Good Society (1971). Становиште теорије хедонистичке адаптације сугерише да богатство не повећава ниво среће и да је субјективно благостање потенцијално генетски урођено, односно срећа је можда и наследна особина.
Филозоф Хенри Сиџвик је био први који је (у Методима етике) уочио да је парадокс хедонизма то што задовољство не може да се добије [стекне] директно. Варијације на ову тему се јављају у доменима етике, филозофије, психологије и економије.

## Преглед
Често се каже да је немогуће наћи срећу ако је тражимо с намером. Ово су описивали на разне начине, многи мислиоци.
- Џон Стјуарт Мил, утилитаристички филозоф, у својој аутобиографији:

Али сада сам мислио да се овај крај [нечија срећа] може једино постићи не правећи га директним крајем. Само су сретни они (мислио сам) који имају свој ум фиксиран за неки објекат који није њихова сопствена срећа. [...] Циљајући тако на нешто друго, они пронађу срећу успут. [...] Запитајте се јесте ли срећни, и престаћете се осећати тако.
- Виктор Франкл, неуролог и психијатар, у Човековој потрази за смислом:

Срећа не може да се тражи; мора настати, а то ће се десити само као ненамерни попратни ефекат нечије личне посвећености узроку већем од њега самога или као споредни производ нечијег предавања особи која није он сам.
Што човек више покушава да демонстрира своју сексуалну потентност или жена своју могућност да искуси оргазам, то су мање у могућности да успеју. Задовољство је, и мора остати, попратни ефекат или споредни производ, а уништава и квари се до степена до којег се учини циљем по себи.
- Фридрих Ниче, егзистенцијалиста филозоф и психоаналитичар, у Антихристу (1895) и Вољи за снагу (1901):

Шта је добро? Све што повишава осећај снаге код човека, воље за снагу, саму снагу [моћ, власт].

Шта је лоше? Све што је рођено од слабости.

Шта је срећа? Осећај да се снага повећава — да је отпор превазиђен.
[...] је у значајној мери просветљујуће заменити за индивидуалну ’срећу’ (за којом свако живо биће се претпоставља да стреми) снага [...] радост је једини симптом осећања стечене моћи [...] (појединац не стреми за радошћу [...] радост прати; радост се не креће)
- Алфред Адлер, индивидуални психолог и психијатар, у Неуротичком уставу (1912):

Ничеова ’воља за снагу’ и ’воља за изгледом’ обухвата многе од наших погледа, што се опет огледа у неком поштовању погледа Фереа и старијих писаца, према којима сензација задовољства потиче у осећају моћи, боли у осећају слабоће.
- Едвард Јанг, песник и сатиричар:

Љубав хвале, ка’огод прикривена уметношћу,

Влада више или мање узвишена у сваком срцу;

Поносан да је добије, тлаку на тлаку издржи;

Скромни је избегавају, али да буду сигурни!
- Вилијам Бенет, политичар:

Срећа је као мачка: Ако је покушате приволети или дозвати, избегаваће вас; никада неће доћи. Али ако не обраћате нимало пажње на њу и радите свој посао, видећете како се привија уз ваше ноге и скаче вам у крило.
- Жоао Гимараис Роза, романописац:

Срећа се налази само у малим моментима непажње.

## Пример
Претпоставите да Пол воли скупљати маркице. Према већини модела понашања, укључујући не само утилитаризам него и већину економских, психолошких и социјалних концепција понашања, верује се да Пол скупља маркице јер у томе налази задовољство. Скупљање маркица је пут према добијању задовољства. Међутим, ако ово кажете Полу, он се вероватно неће сложити. Он добија задовољство од скупљања маркица, али ово није процес који објашњава зашто он скупља маркице. Није онако како он каже: „Морам да скупљам маркице како бих ја, Пол, добио задовољство.” Скупљање маркица није само средство према задовољству. Он једноставно воли скупљати маркице, па према томе остварује осећај задовољства индиректно. Такође, сам процес скупљања маркица можда и не представља задовољство за Пола (могуће је чак и да га не воли), али комплетирање једне одређене колекције може да пружи непроцењиво добар осећај — све у зависности од личности до личности.
Овај парадокс се често преформулише у обрнутом смеру да би се илустровало како задовољство и срећа не могу да се реверзно пројектују. Ако сте, примера ради, чули како је скупљање маркица веома угодно, па почели скупљати маркице као средство до среће, немииновно би тај подвиг био узалудан. Да би се ’нашла срећа’, не сме је се директно тражити; треба се на чудан начин мотивисати према стварима неповезанима са срећом, као што је скупљање маркица (или уређивање Википедије).

## Сугерисана објашњења
Срећа се често непрецизно изједначава са задовољством. Ако, из било којег разлога, неко изједначава срећу са задовољством, долази до парадокса хедонизма. Када неко циља само према самом задовољству, напори би га могли исфрустрирати. Хенри Сиџвик коментарише ову фрустрацију након дискусије о самољубљу, у горепоменутом раду:
Ја не бих требало да, међутим, закључим из овога да је тражење задовољства нужно самопоражавајуће и залудно; већ само да принцип егоистичног хедонизма, када се примени с дужним познавањем закона људске природе, практично самоограничавајући; тј., да рационални метод постизања краја на којем циљ захтева да смо га до неке мере ставили ван видокруга и директно га не циљамо.
И док не говори директно о парадоксу, Аристотел је коментарисао о залудности тражења задовољства. Људска бића су актери чија настојања доносе последице, а међу њима је и задовољство. Аристотел затим тврди следеће:
Како, онда, може да буде да нико није континуирано задовољен? Да ли је то што се замарамо? Засигурно су сва људска бића неспособна за континуирану активност. Тако задовољство такође није континуирано; јер прати активност.
Пре или касније, коначна бића неће бити у могућности да дођу до и троше ресурсе неопходне за одржавање свог сопственог циља задовољства; према томе, наћи ће се у друштву беде. Теорија еволуције објашњава да су људи еволуирали кроз природну селекцију и прате генетичке императиве који имају за циљ максимизирати репродукцију, не срећу. Као резултат ових притисака селекције, мера људске среће је ограничена биолошки. Дејвид Пирс тврди у свом трактату Хедонистички императив да би људи можда могли да користе генетички инжењеринг, нанотехнологију и неуронауку да у потпуности елиминишу патњу код свог осећајног живота и омогуће највише могуће нивое среће и задовољства који су тренутно незамисливи.